# 圣博梅尔莱福日
圣博梅尔莱福日（法語：Saint-Bômer-les-Forges，法語發音：[sɛ̃ bomɛʁ le fɔʁʒ] ⓘ）是法国奥恩省的一个市镇，位于该省西部，属于阿朗松区。

## 地理
圣博梅尔莱福日（48°38'38"N, 0°38'0"W）面积31.08 平方千米，位于法国诺曼底大区奧恩省，该省份为法国西北部内陆省份，北起顺时针与卡爾瓦多斯省、厄尔省、厄尔-卢瓦省、萨尔特省、马耶讷省和芒什省接壤。
与圣博梅尔莱福日接壤的市镇（或旧市镇、城区）包括：圣克莱尔德阿卢兹、邦武、尚瑟克雷、勒沙特利耶、栋夫龙昂普瓦赖、栋皮埃尔、隆莱拉拜。

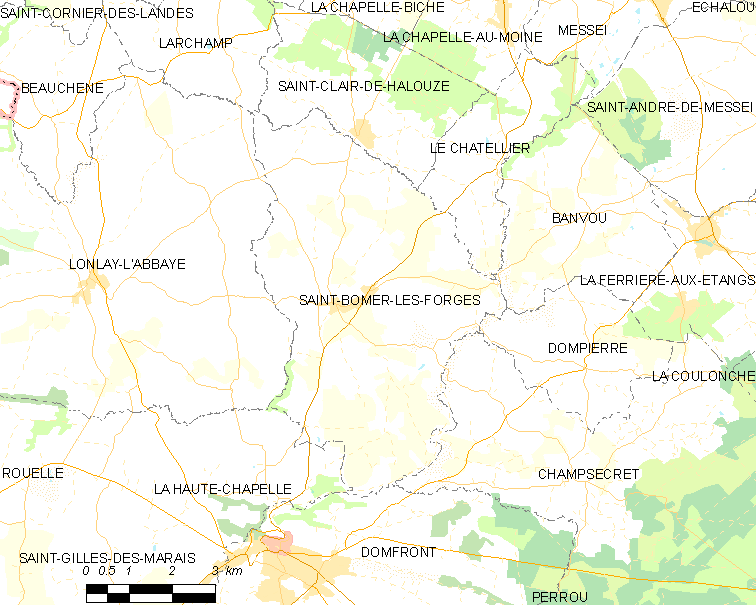
圣博梅尔莱福日的OSM定位图

圣博梅尔莱福日的时区为UTC+01:00、UTC+02:00（夏令时）。

## 行政
圣博梅尔莱福日的邮政编码为61700，INSEE市镇编码为61369。

## 政治
圣博梅尔莱福日所属的省级选区为栋夫龙昂普瓦赖县。

## 人口

1962-2008年间圣博梅尔莱福日人口变化图示

圣博梅尔莱福日于2022年1月1日时的人口数量为1023人。